# びっくり本舗
株式会社びっくり本舗（びっくりほんぽ）は、東京都世田谷区に本社を構えて寿司店、焼肉店を展開していた会社である。

## 概要
1968年創業。1983年8月に株式会社びっくり本舗を設立し、東京都や神奈川県に江戸前びっくり寿司、廻転びっくり寿司合わせて約40店舗や朝鮮料理店などを展開、ピーク時である2002年4月期には年売上高約101億円を計上した。
2007年6月に、競争激化で経営難となっていたマリンポリスに対して、約40億円をかけて友好的TOBを実施し子会社化。同月に、タスコシステムの子会社・東京タスコ（「とり鉄」運営）と業務提携していた。
しかし、出店やM&Aなど積極的な経営が裏目に出、またBSE問題による焼肉事業の休退店が相次ぐなど資金繰りが悪化。2008年4月までにマリンポリスの株式をゴールドマン・サックスなどに売却。2008年10月27日には、民事再生法の適用を申請し、経営破綻（負債総額は約50億円）。主要事業はTRNコーポレーションの子会社である店舗プレミアム株式会社に事業譲渡し事業を継続した。
更に、2017年4月1日をもって、株式会社ソウ・ツーの子会社である株式会社スシ・プロに事業が譲渡された。

## 展開していた店舗チェーン
※一部は経営破綻後、TRNコーポレーション傘下の店舗プレミアム株式会社により事業継続中。
- 江戸前びっくり寿司
- 廻転びっくり寿司
- 本格炭火焼やきにく村
- 焼肉 高麗